# Scaphopetalum zenkeri
Scaphopetalum zenkeri är en malvaväxtart som beskrevs av Karl Moritz Schumann. Scaphopetalum zenkeri ingår i släktet Scaphopetalum och familjen malvaväxter. Inga underarter finns listade i Catalogue of Life.